# Запис Зељића храст (Драгољ)
Запис Зељића храст (Драгољ) се налази на парцели чији је власник Зељић Срђан.

## Локација
| Општина             | Горњи Милановац                                                             |
| Катастарска општина | Драгољ                                                                      |
| Потес               | Кик                                                                         |
| Координате          | 44° 13′ 06″ С; 20° 25′ 54″ И / 44.218200000000003° С; 20.431799999999999° И |
| Надморска висина    | 369m                                                                        |

## Карактеристике
Дендрометријске вредности утврђене на терену и сателитским снимцима:
| Стабло                     | Храст |
| Висина стабла              | m     |
| Обим дебла                 | m     |
| Пречник крошње             | 22m   |
| Пречник дебла              | m     |
| Висина дебла до прве гране | m     |

## База записа
Запис је у оквиру Викимедија пројекта "Запис - Свето дрво" заведен под редним бројем 0973.